# Таясу
Таясу (порт. Taiaçu) — муниципалитет в Бразилии, входит в штат Сан-Паулу. Составная часть мезорегиона Рибейран-Прету. Входит в экономико-статистический микрорегион Жаботикабал. Население составляет 6065 человек на 2006 год. Занимает площадь 106,932 км². Плотность населения — 56,7 чел./км².

## Статистика
- Валовой внутренний продукт на 2003 составляет 107 742 676,00 реалов (данные: Бразильский институт географии и статистики).
- Валовой внутренний продукт на душу населения на 2003 составляет 18 382,99 реала (данные: Бразильский институт географии и статистики).
- Индекс развития человеческого потенциала на 2000 составляет 0,751 (данные: Программа развития ООН).